# アーチェリー・ワールドカップ
アーチェリー・ワールドカップ（英語: The Archery World Cup）は、世界アーチェリー連盟が開催する唯一の賞金大会。国際大会である。
2006年から開催されている。